# Saperdini
Tribu
Synonymes
- Gleneini
- Obereini
- Phytoecini

Les Saperdini Mulsant, 1839 forment une tribu de coléoptères cérambycidés de la sous-famille des Lamiinae. Elle est répandue dans tous les continents avec plus de quatre-vingts genres et mille sept cents espèces.

## Morphologie

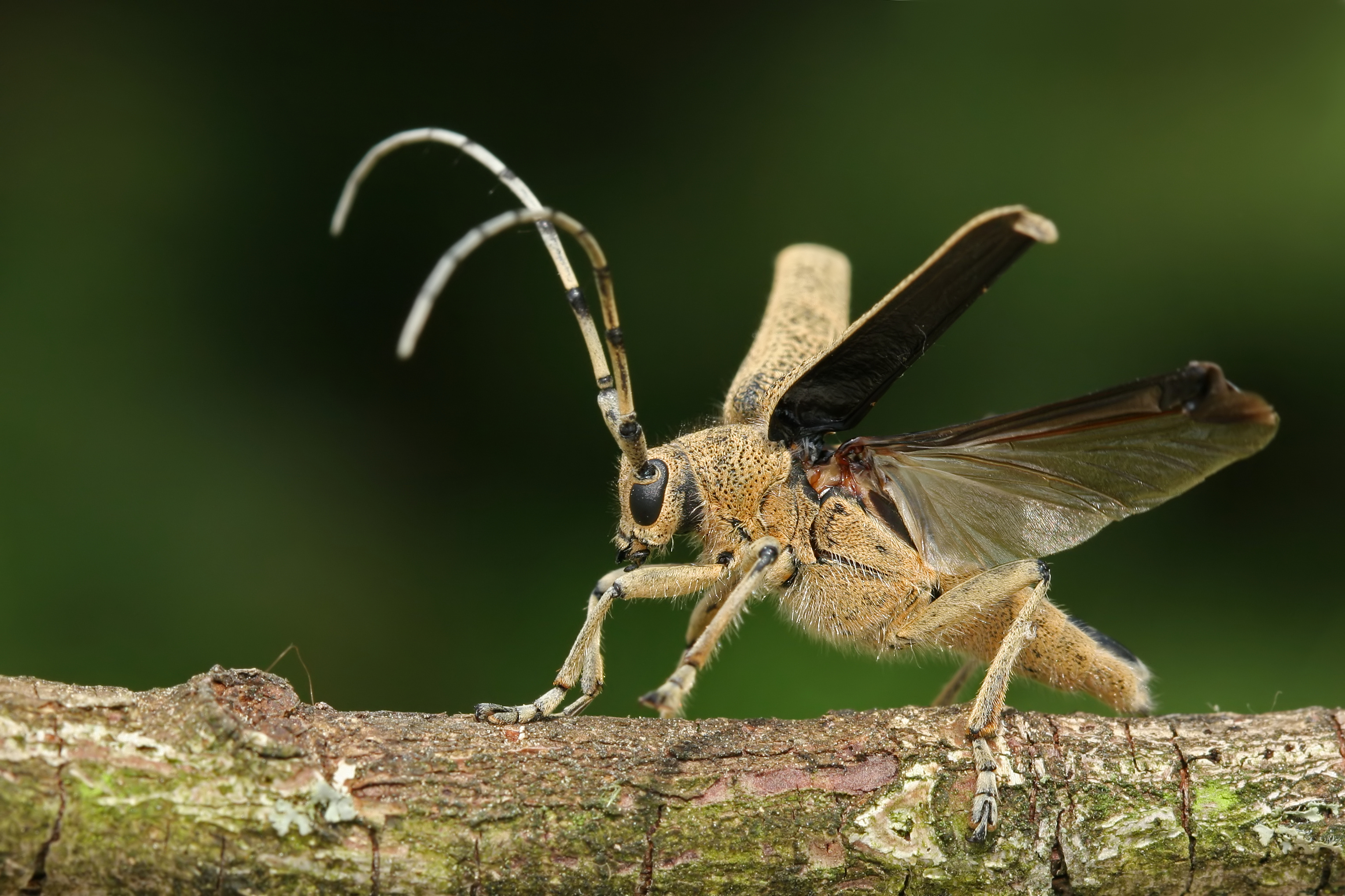
Saperda carcharias en décollage montrant ses larges épisternes métathoraciques.

Les Saperdini sont bien caractérisés parmi les Lamiaires pour avoir les épisternes[Quoi ?] métathoraciques larges et convexes. Cette caractéristique est présente seulement aussi dans la tribu des Tetraopini, dans lesquels les yeux sont toutefois largement séparés en formant un lobe supérieur et un inférieur, comme chez les Gyrins.

Des caractères diagnostiques  ultérieurs (mais communs aussi à d'autres tribus) sont les élytres cunéiformes, plus larges que le prothorax, le prothorax cylindrique, pas épineux aux côtés sauf les genres Parastenostola, Glenida, Mallosiosa, Thermistis, Calludine,  Dystomorphus  et Neoxantha), le scape sans carène, les antennes environ aussi longues que le corps.
Certaines groupes ont évolué des carènes longitudinales aux côtés des élytres (Saperda tridentata, Eutetrapha, Paraglenea, Glenea, Paranitocris, Nupserha, etc.), des autres des ongles appendiculées (Saperda lateralis, Stenostola, Phytoecia, Paranotocris, Menesida, Oberea etc.), et certaines encore présentent un allongement de l'abdomen et un raccourcissement des pattes postérieures (Nupserha, Obereopsis, Oberea, Nitocris), parfois relié aussi à un rétrécissement ou un raccourcissement des élytres (Vespinitocris, Dirphya).

## Systématique

### Taxonomie
Les Saperdini, créés par Mulsant en 1839, furent divisés dans les tribus des Gleneini, des Obereini et des Phytoecini par James Livingston Thomson  (1828-1897) et Francis Polkinghorne Pascoe (1813-1893) vingt-cinq ans après.

Cette idée fut considérée erronée par Breuning,,,,,, qui fit la révision de toutes les espèces mondiales et décrivit environ la moitié des espèces et des genres de Saperdini connus aujourd'hui.

Plus récemment, certains auteurs européens, sont revenus aux idées de Thomson et Pascoe, sur la  base du seul matériel européen et sans tenir compte des monographies de Breuning.
Toutefois, les caractères avancés pour séparer les Phytoecini (ongles appendiculées), les Gleneini (élytres carénées) et les Obereini (abdomen allongé et pattes postérieures courtes) des Saperdini sont bien présents dans plusieurs autres genres évidemment apparentés et cohabitent aussi dans le seul genre Saperda, Glenea et Oberea. De plus, le genre Heteroglenea Gahan, 1897 a les ongles antérieurs appendiculées et postérieurs simples. Donc la division de la tribu Saperdini est à considérer comme spécieuse.

### Espèces présentes en France
L'Europe est relativement pauvre en Saperdini et les espèces sont pour la plupart d'origine asiatique. Les espèces qu'on peut rencontrer en France sont:
- genre Saperda Fabricius, 1775

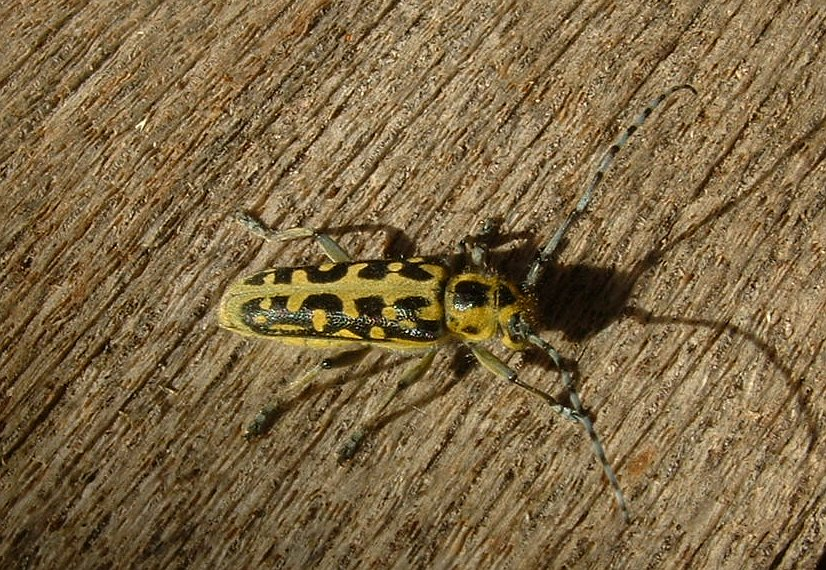
Saperda scalaris (Linné, 1758)

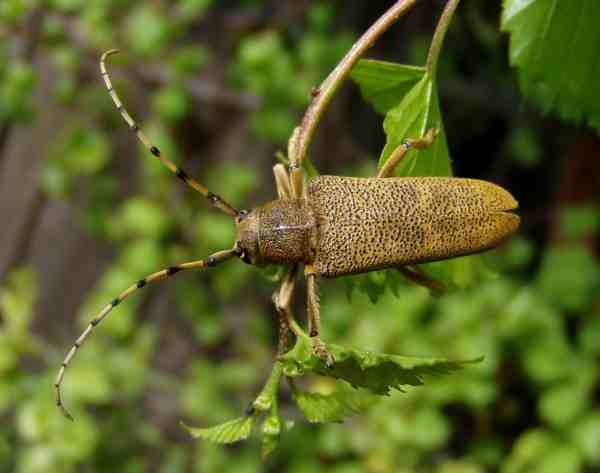
Saperda carcharias (Linné, 1758)

  - sous-genre Saperda Fabricius, 1775
    - Saperda octopunctata (Scopoli, 1772)
    - Saperda perforata (Pallas, 1773)
    - Saperda populnea (Linné, 1758)
    - Saperda punctata (Linné, 1767)
    - Saperda scalaris (Linné, 1758) La saperde à échelons
    - Saperda carcharias (Linné, 1758) La grande saperde
    - Saperda similis Laicharting, 1784
- genre Menesia Mulsant, 1856
  - Menesia bipunctata (Zoubkoff, 1829)
- genre Stenostola Mulsant, 1839
  - Stenostola ferrea (Schrank, 1776)
  - Stenostola dubia (Laicharting, 1784)

- genre Phytoecia Mulsant, 1839

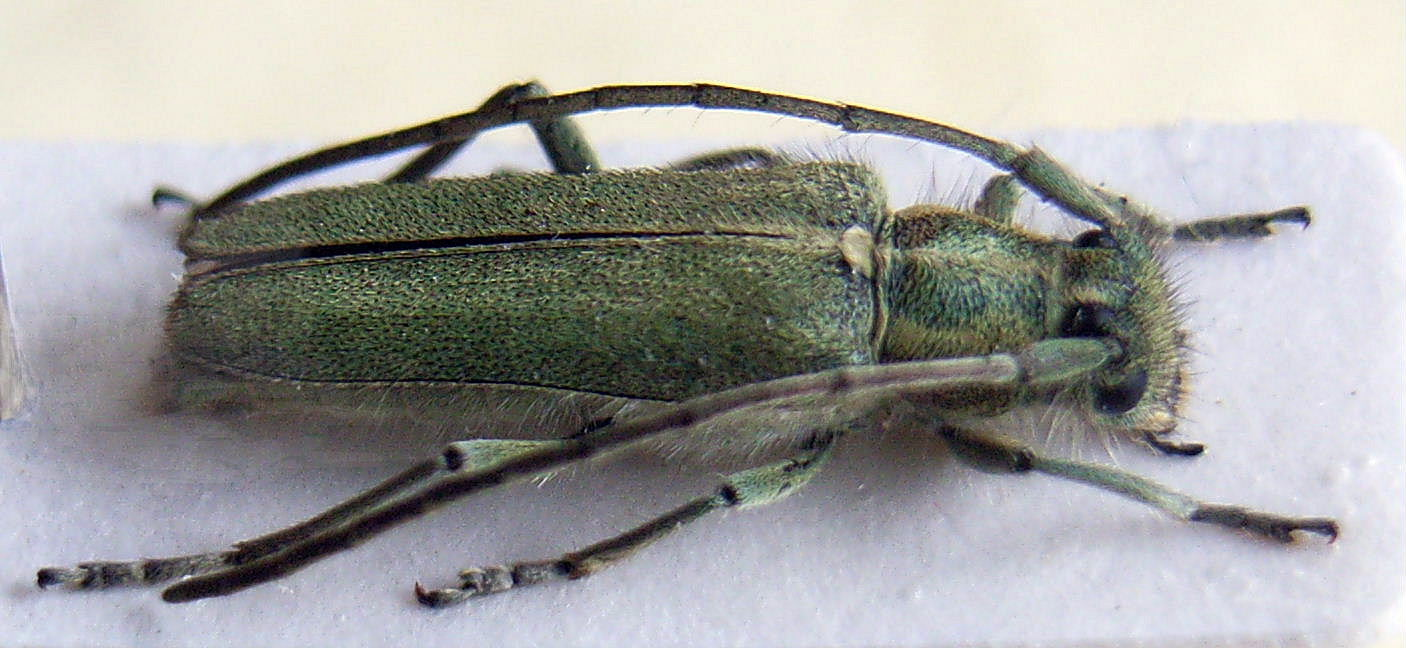
Phytoecia (Opsilia) coerulescens (Scopoli, 1763)

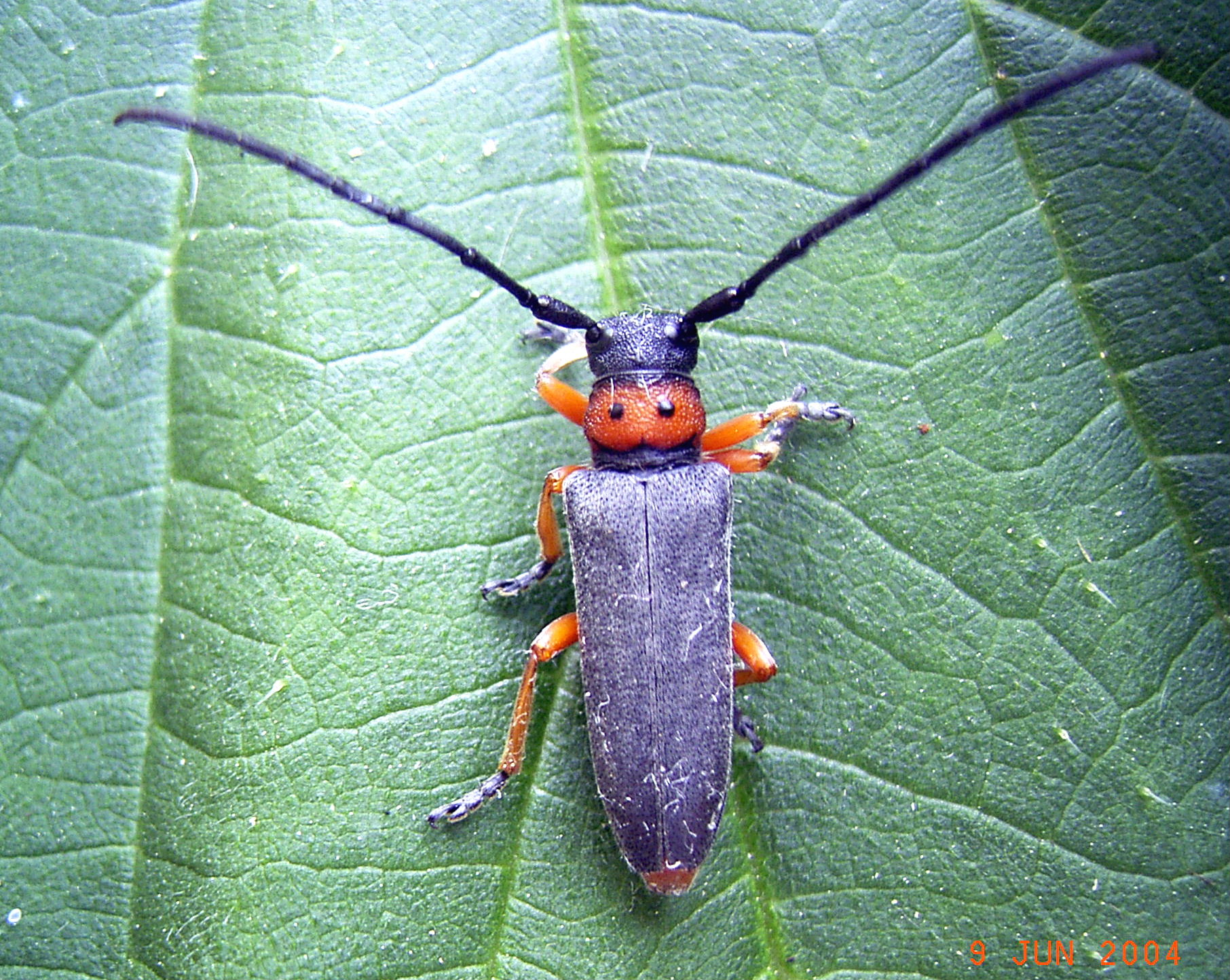
Phytoecia (Musaria) affinis
(Harrer, 1784)

  - sous-genre Phytoecia Mulsant, 1839
    - Phytoecia cylindrica (Linnaeus, 1758)
    - Phytoecia icterica (Schaller, 1783)
    - Phytoecia malachitica Lucas, 1849
    - Phytoecia nigricornis (Fabricius, 1781)
    - Phytoecia pustulata (Schrank, 1776)
    - Phytoecia rufipes (Olivier, 1795)
    - Phytoecia vulneris Aurivillius, 1923
    - Phytoecia virgula (Charpentier, 1825)

  - sous-genre Opsilia Mulsant, 1863
    - Phytoecia coerulescens (Scopoli, 1763)
    - Phytoecia molybdaena (Dalman, 1817)
    - Phytoecia uncinata (Redtenbacher, 1842)

  - sous-genre Musaria Thomson, 1864
    - Phytoecia affinis (Harrer, 1784)
    - Phytoecia rubropunctata (Goeze, 1777)

- genre Oberea Dejean, 1835

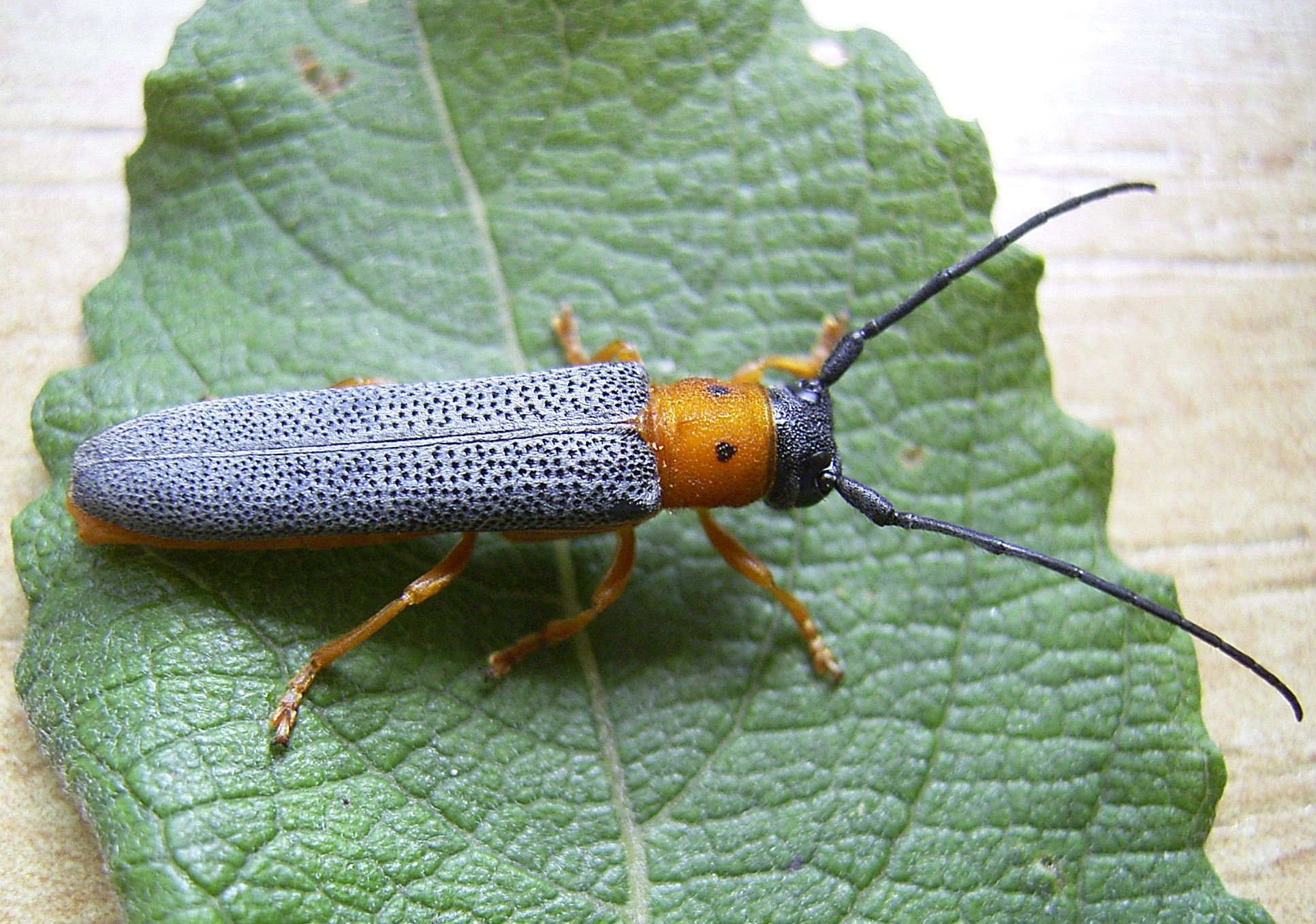
Oberea oculata (Linné, 1758)

  - Oberea erythrocephala (Schrank, 1776)
  - Oberea linearis (Linné, 1761)
  - Oberea oculata (Linné, 1758)
  - Oberea pupillata (Gyllenhal, 1817)

### Autres genres présents en Europe
- Mallosia Mulsant, 1862
- Oxylia Mulsant, 1862

### Autres genres
- Paraglenea Bates, 1896
- Leuconitocris